# Giuseppe Abbagnale
Giuseppe Abbagnale, född den 24 juli 1959 i Pompei i Italien, är en italiensk roddare.
Han tog OS-silver i tvåa med styrman i samband med de olympiska roddtävlingarna 1992 i Barcelona. Han rodde tillsammans med brodern Carmine Abbagnale.